# Alistra berlandi
Alistra berlandi är en spindelart som först beskrevs av Marples 1955.  Alistra berlandi ingår i släktet Alistra och familjen panflöjtsspindlar.
Artens utbredningsområde är Samoa. Inga underarter finns listade i Catalogue of Life.